# Cartagena (Costa Rica)
Cartagena è un distretto della Costa Rica facente parte del Cantone di Santa Cruz, nella provincia di Guanacaste.